# صفيراء بيكرية
صفيراء بيكرية (الاسم العلمي:Sophora bakeri) هي نوع من النباتات يتبع جنس الصفيراء من الفصيلة البقولية. سمي هذا النوع نسبةً إلى البستاني الأمريكي تشارلز هنري بيكر.